# Нагой, Афанасий Фёдорович
Афана́сий Фёдорович Наго́й (умер около 1593) — русский посол в Крыму в 1563—1572, окольничий.

## Биография
Сын Фёдора Немого, родной дядя царицы Марии Фёдоровны Нагой.
В феврале 1547 г. на свадьбе царя Ивана Васильевича и Анастасии Захарьиной стлал камки перед венчанием. Афанасий сопровождал полочан с жёнами и детьми в Полоцком походе 1562/1563 г.
После взятия Полоцка 29 апреля 1563 г. был отправлен в Крым к хану Девлет-Гирею сообщить об этом и предложить заключить мир. Сделал многое для предотвращения крымско-турецкой агрессии; так, он предупредил Ивана IV о готовившемся походе хана Крыма Девлета I Герая на Астрахань. Был взят под стражу крымским ханом (1569); освобождён, будучи обменянным на крымского вельможу. Сохранившиеся документы посольства Нагого являются ценным свидетельством международных отношений в XVI веке, источником по истории Крымского ханства. Находился в посольской миссии в Крым вплоть до 1573 г. В 1571 г. был зачислен в Опричнину. Входил в Особый двор Ивана Грозного в 1574–1584 гг. В апреле 1574 г. дозирал сторожей в царском полку в Серпухове. Находился в поезде на свадьбе царя Ивана и А. Г. Васильчиковой в 1574/1575 г. Думный дворянин в январе 1575 г. В 1570–80-х гг. участвовал в посольских миссиях и представлял иностранных послов государю.
Сидел на окольничем месте на свадьбе царя и М. Ф. Нагой в сентябре 1580 г. В апреле 1581 г. царь Иван Васильевич поручил ему вести переговоры с доктором Романом об английской княжне М. Гастингс. В начале 1580-х влияние Афанасия начало падать. Вскоре после смерти Грозного сослан в Новосиль.

#### Последние годы
Дипломат Джером Горсей в своих «Записках» даёт интересную информацию об Афанасии, относящуюся к 1591 году. Согласно Горсею, Афанасий Нагой среди ночи постучался в ворота Английского двора в Ярославле. Сообщив что «царевич Дмитрий мертв», Нагой утверждал, что «царица отравлена и при смерти, у неё вылезают волосы, ногти, слезает кожа». Он умолял Горсея о помощи и просил дать ему «какое-нибудь средство» для несчастной матери царевича. Вероятно, это был именно Афанасий Федорович, либо другой Афанасий Нагой. Был обвинён правительством Б.Ф. Годунова в поджоге Москвы. А. Л. Станиславский и С.П. Мордовина полагали, что А. Ф. Нагой «умер около 1593 г.», ссылаясь на троицкий синодик.